# Ничья
Ничья́ — результат в спортивном матче или партии, при котором состязание считается состоявшимся, но победитель в нём не выявлен. Условия присуждения ничьей определяются правилами вида спорта и могут дополняться правилами конкретного турнира. В некоторых случаях ничья, возможная по правилам вида спорта, напротив, ограничивается или запрещается правилами турнира.

## Условия присуждения ничьей
Ничья может быть присуждена или оговорена в одном из следующих случаев:
- При одновременном выполнении условия победы обеими сторонами, либо при их одновременном проигрыше. Основополагающий и универсальный вариант присуждения ничьей, лучше всего иллюстрируемый карточной игрой «Очко»: и при переборе, и при получении 21 очка с раздачи у обоих игроков в одной партии, участники игры просто остаются при своих ставках.
- При равном количестве голов или очков, набранных противниками в течение игры — в играх, где соперники по ходу игры набирают очки, и выигрыш определяется тем, кто набрал их больше или меньше. Самые известные примеры: футбол и хоккей.
- По истечении времени или ходов, отведённых на игру — в играх, где не предусмотрено иных условий выигрыша, кроме полной победы либо выполнения определённого задания, на прогресс выполнения которого набранные в течение игры очки или никак не влияют, или они же [очки] отсутствуют как таковые. К этому примеру относится большинство видеоигр и тактические командные игры наподобие страйкбола или пейнтбола.
- При наступлении ситуации, когда в игре не осталось ни одной уцелевшей фигуры, боевой единицы или, в редких случаях, самих игроков.
- В результате соглашения обоих игроков — один игрок, оценив тупиковую игровую ситуацию, вместо своего хода предлагает ничью, другой её принимает. Подавляющее большинство примеров относится к логическим играм, самой известной из которых являются шахматы.
- При возникновении ситуации, когда игра намеренно затягивается до бесконечности слабейшим игроком, который не может победить сильнейшего, но и не уступает победу, уходя от поражения разрешёнными правилам игры способами, и сильнейший игрок неспособен ему в этом воспрепятствовать. Например, в шахматах такое случается вследствие вечного шаха, что ведёт либо к троекратному повторению позиции, либо к затягиванию партии до 50 ходов без движения пешек и взятия фигур.
- При наступлении невозможности даже теоретического достижения выигрыша кем-либо. Например, в шахматах — когда на игровом поле осталось только король и принадлежащий ему слон или конь, неспособные дать мат другому одинокому королю. Другой пример — ситуация в страйкболе, когда у обоих команд в игре остались только «раненые» спортсмены, по правилам игры неспособные передвигаться самостоятельно, и эти спортсмены со своего местоположения не могут поразить друг друга прямым выстрелом или броском гранаты.
- Присуждается судьёй вследствие невозможности для него однозначно установить победителя. Например, ранее в сумо ничья объявлялась, если совещание судей не смогло определить победителя схватки; в авто- и мотоспорте до появления высокоскоростных камер также возникала подобная проблема при одновременном пересечении финишной черты двумя гонщиками.
- Может возникнуть вследствие специфичных для конкретной игры позиций, правила которой оговаривают ничейный результат в данном случае. Самый известный пример из данной категории — шахматный пат.
- Может быть принудительно присуждена при наступлении такой ситуации, когда выигрыш остаётся теоретически достижимым лишь для одной из сторон, но фактически выигрывающая сторона не стремится достичь его, направляя вместо этого все свои усилия на достижение труднодостижимых иными путями рекордных показателей за счёт уже неспособного победить противника, что уже граничит с понятием неспортивного поведения или даже является таковым. Большинство примеров из данной категории относится к киберспорту, однако и другие виды спорта не застрахованы от такого исхода матча.
- Присуждается в тех случаях, когда игра остановлена по неким техническим причинам, и переигровка не представляется возможной.
- Также может быть присуждена вследствие некоей ошибки организатора, выявленной в процессе или уже после проведения матча, и делающей его результат недействительным.
- Присуждается технически при неявке на матч обоих участников.

## Игры, где ничья невозможна
В некоторых видах спорта ничья невозможна технически:
- В волейболе победителем объявляется та сторона, которая первой наберёт определённое количество очков.
- В большинстве правил го и чанг одна из сторон изначально получает некое некратное единице количество очков именно для избежания возможности ничьей.
- В военных и тактических играх при ничейном исходе штурма победа всегда достаётся обороняющейся стороне как выполнившей свою оборонительную задачу[1]; атакующая сторона же, как не сумевшая добиться перевеса и выполнить задачу по взятию обороняемого объекта, соответственно, признаётся проигравшей.
- В гоночных соревнованиях подобную ситуацию исключает современное высокоскоростное оборудование, фиксирующее время прохождения трассы гонщиком с точностью до десятитысячных секунды.
- В карточной игре «Дурак» проигравшим объявляется игрок, оставшийся последним и единственным с картами на руках. Как следствие, в случае, когда у двух игроков осталось по одной карте, побеждает тот, кому принадлежит право хода — он в любом случае избавляется от своей карты первым, и возможность второго игрока побить эту карту никак не может воспрепятствовать этому.

## Искусственное исключение ничьих
Зачастую, хотя по правилам ничья и является возможным результатом встречи, сам факт подобного исхода является крайне нежелательным с организаторской точки зрения. Наличие ничьих усложняет механизм подсчёта очков, набранных участниками турнира, увеличивает вероятность набора несколькими участниками турнира одинакового количества очков. Кроме того, становятся возможными договорные ничьи — игры, в которых соперники играют «на ничью» по прямой или молчаливой договорённости. Такое бывает, когда ничейный результат, в силу сложившейся турнирной обстановки, устраивает обоих соперников.
Известный пример — турниры по интеллектуальным играм, проводимые по швейцарской системе, в которой победа или поражение сразу заметно поднимают или опускают участника в турнирной таблице, тогда как ничья позволяет сохранить положение. Это провоцирует сильных игроков на «пассивную» тактику: вместо того, чтобы играть на победу с приблизительно равными соперниками, что всегда сопряжено с повышенным риском проигрыша, лучше делать с ними ничьи, а очки «зарабатывать» в партиях с заведомо слабейшими.
В подобных ситуациях ощутимо страдает и зрелищность: вместо интересных острых игр между сильными участниками зрители вынуждены наблюдать, либо, в лучшем случае, крайне осторожную игру обеих сторон, не отличающуюся насыщенностью событий, либо, что происходит заметно чаще, искусственные «гроссмейстерские ничьи» в партиях сильнейших и «избиение младенцев» в партиях сильнейших со слабыми.
По этим причинам часто применяются турнирные правила, прямо запрещающие ничейный исход или стимулирующие игроков на активные действия, направленные на избежание ничейного результата:
- Повышение числа очков, выдаваемых за победу. Это не исключает ничью как таковую, но даёт бо́льшую выгоду победителю, тем самым стимулируя активность игроков, поскольку победитель получает заметно больше, чем теряет побеждённый.
- Ограничение возможности ничьей по соглашению сторон. В этом случае ничья также возможна, но её достижение искусственно затруднено именно для того, чтобы исключить возможность получения её по договорённости (например, игроки не могут зафиксировать ничью, если судья не согласен, что позиция в партии ничейная).
- Лимит ничьих: после того, как участник сыграет в турнире определённое число ничьих (оцениваемых по обычным правилам), за каждую следующую ничью он получает очки как за поражение.
- Приравнивание любой ничьей к поражению обеих сторон.

Также могут использоваться дополнения к основным правилам для устранения ничьих:
- Дополнительное игровое время («Овертайм»), в том числе — до первого гола («Золотой гол») или до неравного счёта на конец одного из дополнительных таймов, если их несколько («Серебряный гол»).
- Проведение дополнительного раунда игры по специальным правилам («Тай-брейк»), до достижения определённого (не-ничейного) результата. Например, в шахматах может играться дополнительная блиц-партия, в которой цвета выбираются жребием, белым даётся шесть минут, чёрным — пять, а в случае ничьей победа присуждается чёрным.
- Продолжение игры неограниченное количество времени до первого неравного счёта при равном количестве попыток («Правило мгновенной смерти»). Самый известный пример — послематчевые пенальти в футболе и буллиты в хоккее.
- Подсчёт неких очков или ресурсов, не ведущих к победе как таковых, но определяющих победителя в случае равенства основного показателя. Наиболее частый пример — уцелевшие фигуры или боевые единицы. Другой пример — кикер в покере: карта, не участвующая в составлении выигрышной комбинации, но определяющая выигравшего по собственному старшинству, в случае если комбинации одинаковы.
- Определение победителя по специфике приведшей к ничьей игровой ситуации. Например, в футболе победителем в серии матчей признаётся команда, забившая большее количество голов на чужом стадионе («Правило выездного гола»). Другой пример — механика некоторых видеоигр, которая при наличии двух и более условий победы проверяет их выполнение не параллельно, а последовательно. Соответственно, победителем в таком случае признаётся сторона, выполнившая установленное механикой игры более «приоритетное» условие, которое проверяется первым.
- Переигровка.
- Жребий. Самый известный случай применения данного способа разрешения ничьих — полуфинал Чемпионата Европы по футболу 1968, когда подброшенная монета стоила сборной СССР участия в финальном матче.
- В случае остановки состязания по неким техническим причинам в некоторых случаях допускается определение победителя по уже проведённой части состязания — например, в гонках Формулы-1 лидеру достаточно проехать лишь 75 % трассы, чтобы гонка была признана состоявшейся.